# Berthòl·lid
Els berthòl·lids són composts químics no estequiomètrics, aquest terme sent un nom alternatiu, és a dir, que no compleixen la llei de les proporcions definides de Joseph Louis Proust. Els composts estequiomètrics s'anomenen també daltònids.

## Característiques
Els berthòl·lids són sòlids cristal·lins en els quals un nombre limitat de vacants o llocs intersticials en el reticle cristal·lí poden ser ocupats per àtoms inesperats. Es troben generalment en òxids i sulfurs dels metalls de transició a causa del fet que aquests poden presentar diversos estats d'oxidació. Per exemple l'òxid de ferro (II) té una composició ideal que es representa mitjançant la fórmula FeO, és a dir, que per cada àtom de ferro, Fe, n'hi ha un d'oxigen, O. La seva estructura cristal·lina està formada per un empaquetatge cúbic compacte d'anions O2- amb tots els buits octaèdrics ocupats per cations Fe2+. Però resulta que alguns d'aquests llocs estan vacants, no tenen cations Fe2+, i l'electroneutralitat de tot el cristall s'aconsegueix amb la presència de cations Fe3+ en altres llocs que compensen l'excés de càrrega negativa. Això dona lloc a berthòlids amb fórmules que van del Fe0.83O al Fe0.95O.
El nom de berthòl·lids es deu al químic rus Nikolaj Kurnakow (1860-1941) en record del químic francès Claude Louis Berthollet (1748-1822) que defensava la seva existència enfront de les idees de Proust.

## Exemples

### Òxid de zinc
A l'òxid de zinc, ZnO, cations extres de zinc, Zn2+, poden acomodar-se en alguns dels intersticis del reticle cristal·lí de l'òxid de zinc, i això canvia les propietats dels composts:
- El berthòl·lid Zn1,0003O1,0000 és de color taronja i és un semiconductor del tipus n, a causa del fet que alguns dels àtoms de zinc intersticials perden un o dos electrons els quals queden deslocalitzats.
- El daltònid o compost estequiomètric ZnO és blanc i aïllant.

### Òxid de titani (IV)
- L'òxid de titani (IV) o TiO₂, el compost estequiomètric, és blanc (s'empra com a pigment), és aïllant del corrent elèctric, és diamagnètic, és molt estable i inert.
- El TiO1,98, el berthòl·lid, s'obté per reducció parcial del TiO₂ i s'obtenen vacants d'oxigen. El defecte de càrrega negativa es veu compensada amb cations Ti3+ que substitueixen els cations Ti4+ que són els normals. El seu color és cel, és semiconductor i paramagnètic.

### Sulfur de coure (I)
En el sulfur de coure (I), de fórmula Cu₂S, és possible l'absència d'alguns cations Cu+ que queden compensats per la presència de cations Cu2+. Donat que ambdós cations són estables és possible obtenir estequiometries que van des de la ideal, Cu₂S, fins a Cu1,77S.

### Cuprats
També tenim un exemple de berthòl·lid en un material nou, el superconductor ceràmic Yba₂Cu₃O7−x. La qual composició està entre YBa₂Cu₃O₆ i YBa₂Cu₃O₇, essent aquesta darrera la composició estequiomètrica (x = 0).